# Mozes Jacob Wolff
Mozes Jacob Wolff (Arnhem, 24 mei 1879 – aldaar, 20 december 1957) was een Nederlandse advocaat. Hij was tijdens de Tweede Wereldoorlog voorzitter van de Arnhemse afdeling van de Joodse Raad. 

## Levensloop
Wolff werd geboren in een orthodox-Joods gezin. Hij was zelf niet praktiserend gelovig, maar hield uit consideratie met zijn ouders wel de religieuze feestdagen. In 1906 behaalde Wolff een doctoraat in de rechtswetenschappen aan de Universiteit Leiden en ging aan de slag als advocaat in Arnhem. Vanaf 1908 gaf Wolff ook een aantal jaren les op de Arnhemse HBS.
Uit zijn bezigheden blijkt dat Wolff sociaal betrokken was. Hij was onder andere secretaris van de Arnhemse afdeling van de Vereeniging tot opvoeding van halfverweesde, verwaarloosde of verlaten kinderen in het huisgezin en gaf hij lezingen bij de Vereeniging voor Vrouwenkiesrecht. Wolff was lid van de Liberale Staatspartij.
Wolff vervulde voor de oorlog een belangrijke rol binnen de Joodse gemeenschap in Arnhem. Zo was hij voorzitter van het Nederlandsch-Israëlitisch Armbestuur en het Algemeen Israëlitisch Verbond en in de jaren dertig lid van het Arnhemsch Huisvestingscomité voor Joodsche Vluchtelingen. Daarnaast was hij onder andere bestuurslid van de Arnhemsche vereniging voor moderne muziek. In 1938 werd hij benoemd tot Officier in de Orde van Oranje-Nassau.

### Tweede Wereldoorlog
Wolff werd in de herfst van 1941 samen met de advocaat Alexander Roselaar benoemd tot vertegenwoordigers van de Arnhemse afdeling van de Joodse Raad, respectievelijk als voorzitter en vicevoorzitter. Vanaf februari 1942 woonde hij regelmatig vergadering bij van de Raad in Amsterdam. 
Aan het begin van 1943 kreeg Wolff opdracht zich te melden op Landgoed Schaffelaar in Barneveld. Het plan was er op initiatief van de secretaris-generaal van Binnenlandse Zaken Karel Johannes Frederiks gekomen. In Barneveld werden Joden opgevangen die voor de oorlog een belangrijke maatschappelijke rol hadden vervuld in Duitsland en Nederland. Wolff verzocht Frederiks, die hij nog kende uit zijn studententijd in Leiden, om uitstel, omdat hij nog veel werk te doen had en bovendien verbleef zijn vrouw in een sanatorium bij Nijmegen. 
In april 1943 arriveerde Wolff samen met zijn vrouw, zoon, schoondochter en dochter alsnog in Barneveld. Vandaar uit probeerde hij zijn schoonzuster Elisabeth de Hartog ook in Barneveld te krijgen. De bemiddeling van de Arnhemse burgemeester Henri Bloemers was echter tevergeefs, omdat er geen personen meer aan de lijst mochten worden toegevoegd. De Hartog overleed op  2 juli 1943 in Sobibór. 
De "Barnevelders" werden in september 1943 alsnog overgebracht naar Kamp Westerbork. Vandaar uit ging Wolff in september 1944 op transport naar het Tsjechische modelconcentratiekamp Theresienstadt, waar ze het einde van de oorlog meemaakten. Na de oorlog pakte Wolff zijn advocatenpraktijk weer op met zijn voormalige collega van de Joodse Raad Alexander Roselaar als compagnon.

## Persoonlijk
Wolff was getrouwd met Henriëtte de Hartog (1882-1961). Samen kregen zij twee kinderen, Johanna Rebecca (Hannie) Wolff (1907-2004) en Jacob Leo (Jaap) Wolff (1911-2000).